# Servisch voetbalelftal in 2008
Het Servisch voetbalelftal speelde in totaal elf interlands in het jaar 2008, waaronder vier duels in de kwalificatiereeks voor het WK voetbal 2010 in Zuid-Afrika. De selectie stond in 2008 vijf duels onder leiding van oud-international Miroslav Đukić. Hij verving de eind 2007 opgestapte Spaanse bondscoach Javier Clemente. Đukić nam na de vriendschappelijke wedstrijd tegen Duitsland op 31 mei afscheid en werd opgevolgd door oudgediende Radomir Antić. Op de FIFA-wereldranglijst zakte Servië in 2008 van de 27ste (januari 2008) naar de 30ste plaats (december 2008).

## Balans
| Wedstrijden | Wedstrijden | Wedstrijden | Wedstrijden | Doelpunten | Doelpunten | Doelpunten | Punten |
| Gespeeld    | Winst       | Gelijk      | Verlies     | Voor       | Tegen      | Saldo      | Punten |
| ----------- | ----------- | ----------- | ----------- | ---------- | ---------- | ---------- | ------ |
| 11          | 4           | 2           | 5           | 13         | 19         | –6         | 0.909  |

## Interlands
|                                                                |                     |       |                   |                                                                                     |
| 6 februari Vriendschappelijk № 17 «onderlinge duels» 17:00 uur | Macedonië           | 1 – 1 | Servië            | Gradski Stadion, Skopje Toeschouwers: 10.000 Scheidsrechter: Tsvetan Georgiev (BUL) |
| 6 februari Vriendschappelijk № 17 «onderlinge duels» 17:00 uur | Nikolče Noveski 58' |       | 43' Danko Lazović | Gradski Stadion, Skopje Toeschouwers: 10.000 Scheidsrechter: Tsvetan Georgiev (BUL) |

|                                                              |                                             |       |        |                                                                                       |
| 26 maart Vriendschappelijk № 18 «onderlinge duels» 18:00 uur | Oekraïne                                    | 2 – 0 | Servië | Valeri Lobanovskystadion, Kiev Toeschouwers: 8.000 Scheidsrechter: Roman Lajuks (LAT) |
| 26 maart Vriendschappelijk № 18 «onderlinge duels» 18:00 uur | Andrij Sjevtsjenko 54' Serhij Nazarenko 57' |       |        | Valeri Lobanovskystadion, Kiev Toeschouwers: 8.000 Scheidsrechter: Roman Lajuks (LAT) |

|                                                            |                |       |                    |                                                                           |
| 24 mei Vriendschappelijk № 19 «onderlinge duels» 19:45 uur | Ierland        | 1 – 1 | Servië             | Croke Park, Dublin Toeschouwers: 50.000 Scheidsrechter: Simon Evans (WAL) |
| 24 mei Vriendschappelijk № 19 «onderlinge duels» 19:45 uur | Andy Keogh 90' |       | 75' Marko Pantelić | Croke Park, Dublin Toeschouwers: 50.000 Scheidsrechter: Simon Evans (WAL) |

|                                                            |                                               |       |                    |                                                                                   |
| 28 mei Vriendschappelijk № 20 «onderlinge duels» 19:00 uur | Rusland                                       | 2 – 1 | Servië             | Wacker-Arena, Burghausen Toeschouwers: 4.030 Scheidsrechter: Wolfgang Stark (GER) |
| 28 mei Vriendschappelijk № 20 «onderlinge duels» 19:00 uur | Pavel Pogrebnjak 12' Roman Pavljoetsjenko 48' |       | 40' Marko Pantelić | Wacker-Arena, Burghausen Toeschouwers: 4.030 Scheidsrechter: Wolfgang Stark (GER) |

|                                                            |                                         |       |                    |                                                                                       |
| 31 mei Vriendschappelijk № 21 «onderlinge duels» 17:30 uur | Duitsland                               | 2 – 1 | Servië             | Veltins-Arena, Gelsenkirchen Toeschouwers: 53.354 Scheidsrechter: Fredy Fautrel (FRA) |
| 31 mei Vriendschappelijk № 21 «onderlinge duels» 17:30 uur | Oliver Neuville 74' Michael Ballack 83' |       | 18' Boško Janković | Veltins-Arena, Gelsenkirchen Toeschouwers: 53.354 Scheidsrechter: Fredy Fautrel (FRA) |

|                                                               |                                          |       |         |                                                                                             |
| 6 september WK-kwalificatie № 22 «onderlinge duels» 20:15 uur | Servië                                   | 2 – 0 | Faeröer | Stadion Crvene zvezde, Belgrado Toeschouwers: 9.615 Scheidsrechter: Aleksej Nikolajev (RUS) |
| 6 september WK-kwalificatie № 22 «onderlinge duels» 20:15 uur | Jón Jacobsen 30' (e.d.) Nikola Žigić 88' |       |         | Stadion Crvene zvezde, Belgrado Toeschouwers: 9.615 Scheidsrechter: Aleksej Nikolajev (RUS) |

|                                                                |                                      |       |                        |                                                                                         |
| 10 september WK-kwalificatie № 23 «onderlinge duels» 20:00 uur | Frankrijk                            | 2 – 1 | Servië                 | Stade de France, Parijs Toeschouwers: 53.027 Scheidsrechter: Olegário Benquerença (POR) |
| 10 september WK-kwalificatie № 23 «onderlinge duels» 20:00 uur | Thierry Henry 53' Nicolas Anelka 63' |       | 75' Branislav Ivanović | Stade de France, Parijs Toeschouwers: 53.027 Scheidsrechter: Olegário Benquerença (POR) |

|                                                              |                                                         |       |          |                                                                                                   |
| 11 oktober WK-kwalificatie № 24 «onderlinge duels» 20:15 uur | Servië                                                  | 3 – 0 | Litouwen | Stadion Crvene zvezde, Belgrado Toeschouwers: 22.000 Scheidsrechter: Manuel Mejuto González (ESP) |
| 11 oktober WK-kwalificatie № 24 «onderlinge duels» 20:15 uur | Branislav Ivanović 6' Miloš Krasić 34' Nikola Žigić 82' |       |          | Stadion Crvene zvezde, Belgrado Toeschouwers: 22.000 Scheidsrechter: Manuel Mejuto González (ESP) |

|                                                              |                |       |                                                         |                                                                                   |
| 15 oktober WK-kwalificatie № 25 «onderlinge duels» 20:30 uur | Oostenrijk     | 1 – 3 | Servië                                                  | Ernst-Happel-Stadion, Wenen Toeschouwers: 48.000 Scheidsrechter: Mike Riley (ENG) |
| 15 oktober WK-kwalificatie № 25 «onderlinge duels» 20:30 uur | Marc Janko 80' |       | 14' Miloš Krasić 18' Milan Jovanović 24' Ivan Obradović | Ernst-Happel-Stadion, Wenen Toeschouwers: 48.000 Scheidsrechter: Mike Riley (ENG) |

|                                                                 | |       |                      |                                                                                   |
| 19 november Vriendschappelijk № 26 «onderlinge duels» 17:30 uur | Servië | 6 – 1 | Bulgarije            | Stadion Partizan, Belgrado Toeschouwers: 6.000 Scheidsrechter: Peter Sippel (GER) |
| 19 november Vriendschappelijk № 26 «onderlinge duels» 17:30 uur | Milan Jovanović 9' Milan Jovanović 26' Savo Milošević 28' Savo Milošević 33' Nenad Milijaš 56' Danko Lazović 67' |       | 19' Blagoje Georgiev | Stadion Partizan, Belgrado Toeschouwers: 6.000 Scheidsrechter: Peter Sippel (GER) |

|                                                                 |                   |       |        |                                                                                    |
| 14 december Vriendschappelijk № 27 «onderlinge duels» 15:00 uur | Polen             | 1 – 0 | Servië | Mardan Sports Complex, Kundu Toeschouwers: 100 Scheidsrechter: Selçuk Dereli (TUR) |
| 14 december Vriendschappelijk № 27 «onderlinge duels» 15:00 uur | Rafał Boguski 53' |       |        | Mardan Sports Complex, Kundu Toeschouwers: 100 Scheidsrechter: Selçuk Dereli (TUR) |

## FIFA-wereldranglijst
| JAN | FEB | MAR | APR | MEI | JUN | JUL | AUG | SEP | OKT | NOV | DEC |
| --- | --- | --- | --- | --- | --- | --- | --- | --- | --- | --- | --- |
| 27  | 31  | 31  | 31  | 31  | 39  | 35  | 34  | 33  | 40  | 30  | 30  |

## Statistieken
| Vladimir Stojković    | 1983-07-28 | Getafe CF          | 6 | 1 | 0 | 21 | 0 |
| Vladimir Dišljenković | 1981-07-02 | Metalurg Donetsk   | 3 | 0 | 0 | 3  | 0 |
| Radiša Ilić           | 1977-09-20 | MGS Panserraikos   | 1 | 0 | 0 | 1  | 0 |
| Bojan Isailović       | 1980-03-25 | Gençlerbirliği     | 1 | 0 | 0 | 1  | 0 |
| Damir Kahriman        | 1983-07-28 | Rad Beograd        | 0 | 1 | 0 | 1  | 0 |
| Verdediging           |            |                    |   |   |   |    |   |
| Nemanja Vidić         | 1981-10-21 | Manchester United  | 9 | 0 | 0 |    |   |
| Branislav Ivanović    | 1984-02-22 | Chelsea            | 7 | 1 | 2 |    |   |
| Antonio Rukavina      | 1984-01-26 | TSV 1860 München   | 5 | 2 | 0 |    |   |
| Ivica Dragutinović    | 1975-11-13 | Sevilla FC         | 5 | 0 | 0 |    |   |
| Ivan Obradović        | 1988-07-25 | FK Partizan        | 4 | 0 | 1 |    |   |
| Aleksandar Luković    | 1982-10-23 | Udinese Calcio     | 3 | 0 | 0 |    |   |
| Aleksandar Kolarov    | 1985-11-10 | Lazio Roma         | 2 | 0 | 0 |    |   |
| Slobodan Rajković     | 1989-02-03 | FC Twente          | 2 | 0 | 0 |    |   |
| Mladen Krstajić       | 1974-03-04 | Schalke 04         | 1 | 1 | 0 |    |   |
| Pavle Ninkov          | 1985-04-20 | Rode Ster Belgrado | 1 | 1 | 0 | 2  | 0 |
| Duško Tošić           | 1985-01-19 | Werder Bremen      | 1 | 1 | 0 |    |   |
| Igor Đurić            | 1985-02-22 | Vojvodina Novi Sad | 1 | 1 | 0 |    |   |
| Nenad Tomović         | 1987-08-30 | Rode Ster Belgrado | 1 | 0 | 0 |    |   |
| Miroslav Vulićević    | 1985-05-29 | FK Javor Ivanjica  | 1 | 0 | 0 |    |   |
| Marjan Marković       | 1981-09-28 | Rode Ster Belgrado | 0 | 1 | 0 |    |   |
| Nemanja Pejčinović    | 1987-11-04 | Rode Ster Belgrado | 0 | 1 | 0 |    |   |
| Middenveld            |            |                    |   |   |   |    |   |
| Dejan Stanković       | 1978-09-11 | Inter Milan        | 6 | 0 | 0 |    |   |
| Zdravko Kuzmanović    | 1987-09-22 | AC Fiorentina      | 5 | 3 | 0 |    |   |
| Nenad Milijaš         | 1983-04-30 | Rode Ster Belgrado | 5 | 0 | 1 |    |   |
| Miloš Krasić          | 1984-11-01 | CSKA Moskou        | 4 | 2 | 2 |    |   |
| Milan Smiljanić       | 1986-11-19 | Espanyol Barcelona | 4 | 0 | 0 |    |   |
| Boško Janković        | 1984-03-01 | Genoa CFC          | 3 | 6 | 1 |    |   |
| Zoran Tošić           | 1987-04-28 | Manchester United  | 3 | 4 | 0 |    |   |
| Saša Ilić             | 1977-12-30 | AE Larissa         | 2 | 3 | 0 |    |   |
| Stefan Babović        | 1987-01-07 | FC Nantes          | 2 | 1 | 0 |    |   |
| Gojko Kačar           | 1987-01-26 | Hertha BSC Berlin  | 1 | 4 | 0 |    |   |
| Nenad Kovačević       | 1980-11-11 | RC Lens            | 1 | 3 | 0 |    |   |
| Ivan Ergić            | 1981-01-21 | FC Basel           | 1 | 1 | 0 |    |   |
| Dejan Milovanović     | 1984-01-21 | RC Lens            | 1 | 1 | 0 |    |   |
| Nemanja Rnić          | 1984-09-30 | RSC Anderlecht     | 1 | 1 | 0 |    |   |
| Nemanja Matić         | 1988-08-01 | MFK Košice         | 1 | 0 | 0 |    |   |
| Miljan Mutavdžić      | 1986-02-03 | FK Javor Ivanjica  | 1 | 0 | 0 |    |   |
| Dušan Tadić           | 1988-11-20 | Vojvodina Novi Sad | 1 | 0 | 0 |    |   |
| Darko Lazović         | 1990-09-15 | Borac Čačak        | 0 | 1 | 0 |    |   |
| Bojan Zajić           | 1980-06-17 | Vålerenga IF       | 0 | 1 | 0 |    |   |
| Aanval                |            |                    |   |   |   |    |   |
| Marko Pantelić        | 1978-09-15 | Hertha BSC Berlin  | 6 | 1 | 2 | 19 | 3 |
| Nikola Žigić          | 1980-09-25 | Racing Santander   | 5 | 2 | 2 | 20 | 9 |
| Danko Lazović         | 1983-05-17 | PSV Eindhoven      | 4 | 2 | 2 | 18 | 5 |
| Milan Jovanović       | 1981-04-18 | Standard Luik      | 3 | 2 | 3 | 11 | 4 |
| Miralem Sulejmani     | 1988-12-05 | Ajax Amsterdam     | 3 | 0 | 0 | 3  | 0 |
| Savo Milošević        | 1973-09-01 | Roebin Kazan       | 1 | 0 | 2 |    |   |
| Danijel Aleksić       | 1991-04-30 | Vojvodina Novi Sad | 1 | 0 | 0 | 1  | 0 |
| Miloš Bogunović       | 1985-06-10 | FK Partizan        | 1 | 0 | 0 | 1  | 0 |
| Ranko Despotović      | 1983-01-21 | Real Murcia        | 1 | 0 | 0 | 2  | 0 |
| Dragan Mrđa           | 1984-01-23 | Vojvodina Novi Sad | 0 | 2 | 0 | 2  | 0 |
| Aleksandar Jevtić     | 1985-03-30 | OFK Beograd        | 0 | 1 | 0 | 1  | 0 |

FSS · A-internationals · Bondscoaches · Statistieken · Servisch vrouwenelftal · Olympisch elftal · Servië U21 · Servië U20 · Servië U19 · Servië U17 · Servië en Montenegro U19 · Servië en Montenegro U17
2003 – 2006** · 
2006 – 2009 · 
2010 – 2019 ·
2020 − 2029
EK 2008 · 
EK 2012 · 
EK 2016 ·
EK 2020
WK 2006** · 
WK 2010 · 
WK 2014 · 
WK 2018 ·
WK 2022
OS 2004** · 
OS 2008 · 
OS 2012 ·
OS 2016 ·
OS 2020
2006 · 
2007 · 
2008 · 
2009 · 
2010 · 
2011 · 
2012 · 
2013 · 
2014 · 
2015 · 
2016 ·
2017 ·
2018 ·
2019 ·
2020 ·
2021 ·
2022
Albanië ·
Algerije ·
Armenië ·
Australië ·
Azerbeidzjan ·
Bahrein ·
België ·
Bolivia ·
Brazilië ·
Bulgarije ·
Chili ·
China ·
Colombia ·
Costa Rica ·
Cyprus ·
Denemarken ·
Dominicaanse Republiek ·
Duitsland ·
Engeland ·
Estland ·
Faeröer ·
Finland ·
Frankrijk ·
Georgië ·
Ghana ·
Griekenland ·
Honduras ·
Hongarije ·
Ierland ·
Israël ·
Italië ·
Jamaica ·
Japan ·
Jordanië ·
Kameroen ·
Kazachstan ·
Kroatië · 
Litouwen ·
Luxemburg ·
Marokko ·
Mexico ·
Moldavië ·
Montenegro ·
Nieuw-Zeeland ·
Nigeria ·
Noord-Ierland ·
Noord-Macedonië ·
Noorwegen ·
Oekraïne ·
Oostenrijk ·
Panama ·
Paraguay ·
Polen ·
Portugal ·
Qatar ·
Roemenië ·
Rusland ·
Schotland ·
Slovenië ·
Spanje ·
Tsjechië ·
Turkije ·
Verenigde Staten ·
Wales ·
Zuid-Afrika ·
Zuid-Korea ·
Zweden ·
Zwitserland
Brazilië (2018) · 
Costa Rica (2018) · 
Duitsland (2010) · 
Ghana (2010) · 
Kameroen (2022) · 
Zwitserland (2018)
** = Onder de naam Servië en Montenegro